# Twierdzenie Eulera o wielościanach
Twierdzenie Eulera o wielościanach, twierdzenie Eulera dla wielościanów wypukłych – twierdzenie o wielościanach zwykłych (prostych) opisujące zależność między liczbą wierzchołków, ścian i krawędziami wielościanu. Opisuje go równanie:
{\displaystyle W-K+S=2,}
gdzie:
{\displaystyle W} – liczba wierzchołków,
{\displaystyle S} – liczba ścian,
{\displaystyle K} – liczba krawędzi.

## Dowód
Dowód wzoru Eulera wynika z analizy diagramu Schlegela wielościanu zwykłego. Diagram ten jest rzutem ścian wielościanu, przy czym rzut jednej z nich zawiera rzuty pozostałych. Jeśli zastąpimy tę wyróżnioną ścianę jej dopełnieniem, to otrzymamy podział płaszczyzny na skończoną liczbę obszarów. Wystarczy wykazać, że tworząc taki podział począwszy od jednego punktu, dodając stopniowo krawędź po krawędzi, na każdym etapie uzyskamy tę samą wartość wzoru
{\displaystyle W-K+S,}
równą 2. Dla jednego punktu mamy {\displaystyle W=1} i {\displaystyle S=1,} czyli {\displaystyle W-K+S=2.} Na każdym etapie do istniejącej części diagramu dodajemy nową krawędź w taki sposób, aby dołączyć ją do istniejących wierzchołków. Zatem nowa krawędź albo łączy nowy wierzchołek z jednym ze starych, albo łączy dwa stare wierzchołki. W pierwszym przypadku liczba {\displaystyle S} się nie zmienia, a liczby {\displaystyle W} i {\displaystyle K} zwiększają się o 1. W drugim przypadku {\displaystyle W} się nie zmienia, a liczby {\displaystyle K} i {\displaystyle S} zwiększają się o 1. Zmiany te nie powodują zmiany wzoru Eulera.

## Uogólnienia
Zachodzą także nierówności:
{\displaystyle W\leqslant {\frac {2}{3}}K,}
{\displaystyle S\leqslant {\frac {2}{3}}K.}
Analogiczne twierdzenie można uzyskać także dla spójnych grafów planarnych. Odpowiednikiem wierzchołka i krawędzi wielościanu jest wierzchołek i krawędź grafu, a odpowiednikiem ściany wielościanu obszar otoczony przez krawędzie grafu, a także obszar na zewnątrz grafu.
Uogólnienie wzoru Eulera:
{\displaystyle W+S=K+2-2T,}
gdzie {\displaystyle T} to liczba tzw. „tuneli”, czyli wielościennych „wydrążeń” przenikających z jednej strony na drugą tak, że wielościan staje się bryłą {\displaystyle (T+1)}-spójną.
Warto zauważyć, że twierdzenie to nie ma postaci równoważności: każdy wielościan wypukły spełnia powyższe równanie, ale nie każdy zestaw ścian, wierzchołków i krawędzi spełniający równanie opisuje jakiś wielościan wypukły – łatwo wskazać kontrprzykłady, np. {\displaystyle W=2,} {\displaystyle K=S=0.} Istnieją też wielościany niewypukłe, które to równanie spełniają.